# Dr. Seuss' The Lorax
Dr. Seuss' The Lorax, ook bekend onder de Nederlandstalige titel De Lorax en het Verdwenen Bos, is een  Amerikaanse computergeanimeerde, muzikale, komische animatiefilm uit 2012, gebaseerd op het gelijknamige boek van Dr. Seuss. De film is geproduceerd door Illumination Entertainment en uitgebracht door Universal Pictures op 3 maart 2012.

## Verhaal
De 12-jarige Ted woont in Thneedville, een stad volledig opgebouwd uit plastic en metaal. Zelfs de bloemen en het gras zijn nep. De stad is volledig omringd door een hoge, dikke metalen muur. Sinds oprichting heeft geen enkele inwoner de stad nog verlaten. Burgemeester Aloysius O'Hare is multimiljonair dankzij zijn bedrijf dat "propere lucht" produceert. Omdat er geen bomen zijn, is de luchtpollutie  zo erg dat mensen hun zuurstof dienen aan te kopen.
Ted is stiekem verliefd op Audrey en wil haar grootste droom in vervulling laten gaan: het zien van een echte boom. De grootmoeder van Ted heeft de tijd van de bomen nog gekend. Zij onthult dat "de Once-ler" (ook wel de Foetsie genoemd), die buiten de stad woont, weet wat er met de bomen is gebeurd. Ted vindt een manier om buiten de stadsmuren te geraken en komt in een woest, dood, onherbergzaam gebied. Daar vindt hij de excentrieke Once-ler.
Toen de Once-ler jong was, ging hij op zoek naar een product dat de wereld zou veroveren. Op zekere dag belandt hij in een mooi, prachtig bos waar de dieren in harmonie leven. De bomen, Truffula genoemd, hebben geen echte bladeren, maar lijken eerder op lange wolgaren. Dit brengt de Oncle-ler op een idee. Met de "bladeren" zal hij een "Thneed" maken: een weefsel voor allerlei doeleinden, gaande van kledingstukken tot stofvodden.
De Once-ler hakt, tot afschuw van de dieren, een boom om. Even later verschijnt op mysterieuze wijze een wezen met rosse vacht dat zichzelf voorstelt als Lorax: de vertegenwoordiger van de bomen. Hij en de Once-ler komen tot een afspraak: er worden geen bomen meer omgehakt, maar de bladeren worden op ecologische wijze geplukt. De Thneed wordt een succes en de Once-ler schakelt zijn familie in als extra personeel. Zij zijn van mening dat de pluk te traag verloopt en kunnen de Once-ler overtuigen om de bomen toch om te hakken. Op een dag licht de Lorax de Once-ler in dat men door wanbeheer de laatste boom heeft omgehakt. Hierdoor kan het bedrijf geen Thneeds meer maken. Iedereen laat de Once-ler in de steek: zijn familie vertrekt, de dieren migreren omdat het gebied onleefbaar is geworden en de Lorax verdwijnt. Hij laat enkel een steen achter met het opschrift "Unless" (= tenzij).
Nadat de Once-ler zijn verhaal heeft gedaan, begrijpt hij wat de Lorax met "Unless" bedoelt: alles zal bij het huidige blijven tenzij iemand zich inzet om verandering te brengen. De Once-ler is nog in bezit van 1 Truffula-zaadje. Hij geeft dit aan Ted om het in het centrum van de stad te planten. Wanneer O'Hare dit verneemt, tracht hij er alles aan te doen om het zaadje te vernietigen. Bomen zorgen voor zuurstof en dat is tegen zijn bedrijf dat "propere lucht" verkoopt. O'Hare tracht de bevolking te overtuigen dat bomen smerige, vuile dingen zijn.
Ted sloopt een gedeelte van de stadsmuur waardoor de bevolking eindelijk ziet welk doods landschap zich daar bevindt. Dit doet de bevolking inzien dat men terug meer respect moet krijgen voor de natuur waardoor de boom alsnog wordt geplant. Dit wordt een succes: de natuur herstelt zich. Na enige tijd is er overal terug gras en meerdere Truffula-bomen waardoor de dieren terugkeren. Ook de Lorax verschijnt terug en zegt de Once-ler dat hij een goede keuze heeft gemaakt door het zaadje aan Ted te geven.

## Rolverdeling
| Acteur             | Personage                     | Nederlandse acteur   | Vlaamse acteur   |
| ------------------ | ----------------------------- | -------------------- | ---------------- |
| Danny DeVito       | De Lorax (stem)               | Frits Lambrechts     | Ludo Hellinx     |
| Ed Helms           | De Once-ler/De Foetsie (stem) | René van Kooten      | Frank Hoelen     |
| Zac Efron          | Ted (stem)                    | Ferry Doedens        | Arne Vanhaecke   |
| Taylor Swift       | Audrey (stem)                 | Marly van der Velden | Anne Van Opstal  |
| Betty White        | Oma Norma (stem)              | Willeke Alberti      | Anke Helsen      |
| Rob Riggle         | Mr. O'Hare (stem)             | Frans Limburg        | Mathias Sercu    |
| Jenny Slate        | Ted's Moeder (stem)           | Isa Hoes             |                  |
| Nasim Pedrad       | Once-ler's Moeder (stem)      |                      | Myriam Bronzwaar |
| Elmarie Wendel     | Tante Grizelda (stem)         | Nelly Frijda         |                  |
| Danny Cooksey      | Brett / Chet (stem)           |                      |                  |
| Stephen Tobolowsky | Oom Ubb (stem)                |                      |                  |